# Гойя (премия, 1996)
X церемония вручения премии «Гойя» состоялась 25 января 1996 года. Ведущие — Вероника Форке и Хавьер Гурручага.

## Номинации

### Главные премии
| Лучший фильм | Лучший режиссёр |
| --- | --- |
| - Никто не расскажет о нас, когда мы умрём / Nadie hablará de nosotras cuando hayamos muerto - День зверя / El día de la bestia - Лицом к лицу / Boca a boca | - Алекс де ла Иглесиа — День зверя / El día de la bestia - Педро Альмодовар — Цветок моей тайны / La flor de mi secreto - Мануэль Гомес Перейра — Лицом к лицу / Boca a boca                                                          |
| Лучший актёр | Лучшая актриса |
| - Хавьер Бардем — Лицом к лицу / Boca a boca - Алекс Ангуло — День зверя / El día de la bestia - Федерико Луппи — Никто не расскажет о нас, когда мы умрём / Nadie hablará de nosotras cuando hayamos muerto | - Виктория Абриль — Никто не расскажет о нас, когда мы умрём / Nadie hablará de nosotras cuando hayamos muerto - Ариадна Хиль — Антарктида / Antártida - Мариса Паредес — Цветок моей тайны / La flor de mi secreto                   |
| Лучший актёр второго плана | Лучшая актриса второго плана |
| - Луис Сихес — На земле как на небе / Así en el cielo como en la tierra - Фернандо Гильен Куэрво — Лицом к лицу / Boca a boca - Федерико Луппи — Закон границы / La ley de la frontera | - Пилар Бардем — Никто не расскажет о нас, когда мы умрём / Nadie hablará de nosotras cuando hayamos muerto - Чус Лампреаве — Цветок моей тайны / La flor de mi secreto - Росси де Пальма — Цветок моей тайны / La flor de mi secreto |
| Лучший оригинальный сценарий | Лучший адаптированный сценарий |
| - Никто не расскажет о нас, когда мы умрём — Агустин Диас Янес / Nadie hablará de nosotras cuando hayamos muerto - День зверя — Хорхе Геррикаэчеварриа, Алекс де ла Иглесиа и Мануэль Гомес Перейра / El día de la bestia - Лицом к лицу — Хуан Луис Иборра, Хоакин Ористрель, Мануэль Гомес Перейра и Наоми Висе / Boca a boca | - Истории из Кронена — Мончо Армендарис и Хосе Анхель Маньяс / Historias del Kronen - Хромой голубь — Хайме де Арминьян / El palomo cojo - Положение вещей — Вентура Понс / El perquè de tot plegat                                   |
| Лучший мужской актёрский дебют | Лучший женский актёрский дебют |
| - Сантьяго Сегура — День зверя / El día de la bestia - Хуан Диего Ботто — Истории из Кронена / Historias del Kronen - Карлос Фуэнтес — Антарктида / Antártida | - Росана Пастор — Земля и свобода / Land and Freedom - Амара Кармона — Цыганская душа / Alma gitana - Мария Пухальте — Среди красных / Entre rojas                                                                                    |
| Лучший иностранный фильм на испанском языке | Лучший европейский фильм |
| - Падшая любовь • Мексика - Слон и велосипед • Куба - Наёмный убийца • Венесуэла | - Ламерика • Италия - Каррингтон • Франция/Великобритания - Безумие короля Георга • Великобритания |
| Лучший режиссёрский дебют | |
| - Агустин Диас Янес — Никто не расскажет о нас, когда мы умрём / Nadie hablará de nosotras cuando hayamos muerto - Исиар Больяин — Привет, ты одна? / Hola, ¿estás sola? - Мануэль Уэрга — Антарктида / Antártida | |

### Другие номинанты
| Лучшая операторская работа | Лучший монтаж |
| --- | --- |
| - Антарктида — Хавьер Агирресаробе / Antártida - День зверя — Флавио Мартинес Лабиано / El día de la bestia - Фламенко — Витторио Стораро / Flamenco | - Никто не расскажет о нас, когда мы умрём — Хосе Сальседо / Nadie hablará de nosotras cuando hayamos muerto - День зверя — Тереса Фонт / El día de la bestia - Лицом к лицу — Гильермо Репресо / Boca a boca |
| Лучшая работа художника | Лучший продюсер |
| - День зверя — Хосе Луис Аррисабалага и Биаффра / El día de la bestia - Цветок моей тайны — Вольфганг Бурман / La flor de mi secreto - Легенда о Бальтазаре-кастрате — Хавьер Фернандес / La leyenda de Balthasar el Castrado                                                        | - Никто не расскажет о нас, когда мы умрём — Хосе Луис Эсколар / Nadie hablará de nosotras cuando hayamos muerto - День зверя — Кармен Мартинес / El día de la bestia - Лицом к лицу — Хосеан Гомес / Boca a boca |
| Лучший звук | Лучшие спецэффекты |
| - День зверя — Мигель Рехас, Хосе Антонио Бермудес, Карлос Гарридо, Рей Гильон и Gilles Ortion / El día de la bestia - Цветок моей тайны — Бернардо Менц и Graham V. Hartstone / La flor de mi secreto - Лицом к лицу — Джеймс Муньос, Карлос Фаруоло и Brian Saunders / Boca a boca | - День зверя — Рейес Абадес, Хуан Томиник and Мануэль Оррильо / El día de la bestia - Город потерянных детей — Ив Доменжу, Жан-Батист Бонетто, Жан-Кристоф Спадаччини и Olivier Gleyze/ La cité des enfants perdus - Невидимый город — Хуан Молина, Хуан Томиник и Мануэль Оррильо / El niño invisible                |
| Лучшие костюмы | Лучший грим |
| - Легенда о Бальтазаре-кастрате — Пабло Гаго / La leyenda de Balthasar el Castrado - День зверя — Эстибалис Маркьехи / El día de la bestia - Закон границы — Мария Хосе Иглесиас / La ley de la frontera                                                                             | - День зверя — Хосе Кетглас, Хосе Антонио Санчес и Мерседес Гийо / El día de la bestia - Цветок моей тайны — Хуан Педро Эрнандес и Антонио Панидза / La flor de mi secreto - Никто не расскажет о нас, когда мы умрём — Ана Лосано, Карлос Парадела и Хесус Монкуси / Nadie hablará de nosotras cuando hayamos muerto |
| Лучший короткометражный фильм | Лучший короткометражный мультипликационный фильм |
| - Мать / La madre - Escrito en la Piel / Escrito en la Piel - Привычки / Hábitos - Одинокая любовь / Solo amor | - Caracol, Col, Col / Caracol, Col, Col - То, что ты во мне любишь — пустое место / Las partes de mi que te aman son seres vacios |
| Best Original Score | |
| - Никто не расскажет о нас, когда мы умрём — Бернардо Бонецци / Nadie hablará de nosotras cuando hayamos muerto - День зверя — Баттиста Лена / El día de la bestia - Положение вещей — Карлес Касес / El perquè de tot plegat                                                        | |

## Премия «Гойя» за заслуги
- Федерико Гарсия Ларрайя